# Litewskie Siły Powietrzne

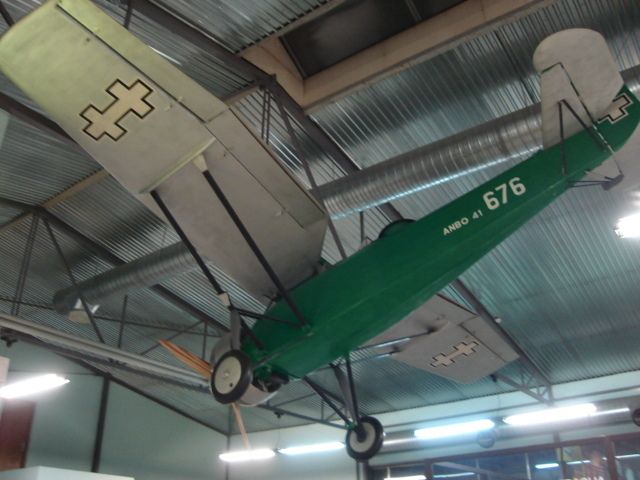
Kopia samolotu ANBO 41

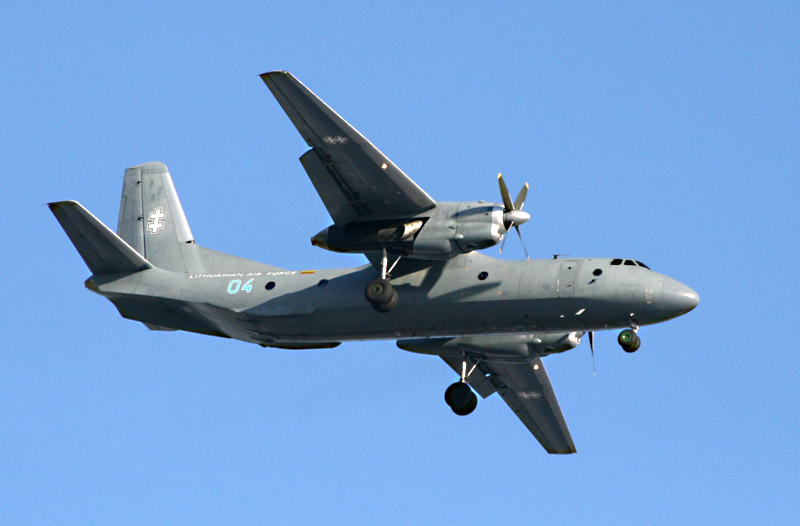
Litewski Antonow AN-26

Litewskie siły powietrzne (Lietuvos karinės oro pajėgos) – zostały utworzone w 1992 roku.

## Historia

### Okres przedwojenny
Pierwsza lotnicza jednostka wojskowa na Litwie powstała 30 stycznia 1919 roku. Składała się z 13 ludzi: dwóch oficerów, dwóch podoficerów i dziewięciu szeregowych. Kilka dni później, 5 lutego, oddział zdobył swój pierwszy samolot, którym był Sopwith Strutter z radziecką załogą, który musiał przymusowo lądować na Litwie. 27 lutego dotarły zakupione w Niemczech maszyny LVG C.VI, wraz z nimi przybyli niemieccy instruktorzy i mechanicy. Pod koniec 1919 roku Litwa dysponowała już 34 wyszkolonymi pilotami, wśród nich, pierwszym oficjalnie uznanym za pilota był Jurgis Dobkevičius. W 1920 roku siły powietrzne oficjalnie zwane Korpusem Lotniczym (Aviacijos korpusu) przemianowano na Flotę Napowietrzną (Oro laivynu) by na przełomie roku 1920 i 1921 zmienić ponownie nazwę na Lotnictwo Wojskowe (Karo aviacija), nazwa obowiązywała do 1928 roku. Litewskie lotnictwo wzięło aktywny udział w konflikcie o Litwę Środkową. Bombardowano polskie pociągi zaopatrzeniowe, w starciach stracono kilka samolotów. W kolejnych latach rozbudowywano siły powietrzne. Dokonywano zakupów samolotów w Wielkiej Brytanii – Martinsyde F.4, Włoszech – Ansaldo A.120, Fiat CR.20, Ansaldo SVA-10, Czechosłowacji – Letov Š-20. W Kownie budowane były licencyjne LVG C.VI i Fokker D.VII. Budowano również samolot będące produktem własnej myśli technicznej, konstruktorem całej rodziny samolotów ANBO był pułkownik Antanas Gustaitis, ostatni dowódca Litewskich Sił Powietrznych przez wojną, który projektował samoloty rozpoznawcze, treningowe, a w 1939 roku opracował projekt jednosilnikowego bombowca. W latach 1936 i 1937 zakupiono we Francji samoloty Dewoitine D.501L, a w Wielkiej Brytanii Gloster Gladiator, de Havilland Dragon Rapide i Avro 626. W 1940 roku siły powietrzne dysponowały trzema eskadrami myśliwskimi, dwoma bombowymi i trzema rozpoznawczymi. 15 czerwca 1940 roku wojska radzieckie zajęły Litwę, kończąc przedwojenną historię sił powietrznych.

### Niepodległość
11 marca 1990 roku Litwa ogłosiła deklarację niepodległości, a 17 września 1991 roku została przyjęta w poczet członków ONZ. 23 listopada 1991 roku miała odbyć się w Wilnie pierwsza od odzyskania niepodległości defilada wojskowa, podjęto decyzję, że nie może zabraknąć lotnictwa. W ten sposób na kadłubach trzech Jak-50 i dwóch An-2 należących do paramilitarnej organizacji SKAT, pojawiły się podwójne krzyże, historyczny znak rozpoznawczy wojskowego lotnictwa Litwy. Prawdziwe siły powietrzne zaczęto organizować od podstaw, ich dowódcą został pułkownik Zenonas Vegelevičius. Pierwszą bazę wojskową zorganizowano w Barysiai, stacjonowały tam 24 samoloty An-2, które w całości przeszły pod wojskową komendę. 12 czerwca 1992 roku w powietrze wzbił się pierwszy samolot Litewskich Sił Powietrznych – był to mielecki An-2. Właściwe szkolenie pilotów wojskowych rozpoczęło się 18 czerwca i od tamtej pory dzień ten obchodzony jest jako święto lotnictwa wojskowego na Litwie. W 1992 roku w Moskwie podczas targów lotniczych zastępca dowódcy lotnictwa, pułkownik Stasys Murza spotkał się ze swoim instruktorem lotniczym, który obecnie pełnił funkcję zastępcy komendanta szkoły lotniczej w Biszkeku w Kirgistanie. Podczas rozmowy Litwin dowiedział się, że Kirgistan chce pozbyć się wielu zbędnych samolotów, wśród nich były cztery dwunastoletnie Aero L-39 Albatros. Zawarto umowę, która następnie uzyskała akceptację rządów obu państw. Do Kirgistanu pojechali litewscy piloci, których zadaniem było przeprowadzenie samolotów do kraju. W walizkach wieźli gotówkę w rublach wartą 25 000 dolarów amerykańskich, bo tyle mieli zapłacić za wszystkie cztery maszyny. Powrót do domu trwał trzy miesiące. Rosja niezadowolona z poczynań swojego nowego sąsiada utrudniała przelot nad swoim terytorium żądając w zamian ogromnych kwot. Dopiero interwencja rządowa sprawiła, że 6 lutego 1993 roku w Kownie wylądowały pierwsze litewskie samoloty odrzutowe L-39C, które stały się podstawowymi samolotami nowo powstałej 11 Eskadry Myśliwskiej.
W 1993 roku Niemcy przekazali Litwie dwa L-410UVP Turbolet, pozostałe po NRD, a w 1998 także trzy Mi-8T. W 1996 Polska przekazała pięć używanych śmigłowców Mi-2. W 1998 w Czechach zakupiono dwa nowe szkolno-bojowe L-39ZA Albatros, przeznaczone do szkolenia i ochrony granic. W 2005 roku Litwa zamówiła trzy samoloty transportowe Alenia C-27J Spartan, wartość umowy wyniosła 75 mln Euro. Pierwszy samolot wszedł do służby w 2006, drugi w 2008, a ostatni w 2009. Samoloty ochrzczono Gediminas, Algirdas i Vytautas. Zastąpiły trzy radzieckie An-26. W 2013 roku Litwini zamówili trzy śmigłowce Eurocopter Dauphin. Zakup wart ok. 52 mln Euro sfinansowano z funduszy Unii Europejskiej. Pierwszy AS365N3+ Dauphiny wszedł do służby 5 czerwca 2015. Do 2016 roku Dauphiny mają zastąpić wysłużone Mi-8.

## Wyposażenie
| Samolot                   | Kraj pochodzenia  | Zdjęcie | Typ                             | Wersje           | W służbie | Uwagi |
| ------------------------- | ----------------- | ------- | ------------------------------- | ---------------- | --------- | --- |
| Alenia C-27J Spartan      | Włochy            |         | samolot transportowy            | C-27J            | 3         | |
| Let L-410 Turbolet        | Czechy            |         | samolot transportowy            | L-410UVP         | 1         | |
| Airbus AS365 Dauphin      | Francja           |         | śmigłowiec wielozadaniowe i SAR | AS365N3+ Dauphin | 3         | Pierwsza z zamówionych w ramach kontraktu z października 2013 trzech maszyn dostarczona została w połowie 2015. Kontrakt obok śmigłowców obejmuje szkolenie personelu latającego i technicznego oraz wsparcie logistyczne eksploatacji przez trzy lata. Maszyny pełnią całodobowe dyżury w bazie przy porcie lotniczym Szawle od 11 stycznia 2016 lub w bazach przy portach w Kownie i Nemirsecie. |
| Sikorsky UH-60 Black Hawk | Stany Zjednoczone |         | śmigłowiec wielozadaniowe       | UH-60M           | 4         | [ 9 ] |

### Wycofane
An-2, An-26, Jak-52, Mi-2, Mi-8, PZL-104 Wilga

## Baltic Air Policing
Ponieważ Litwa nie posiada myśliwców do patrolowania swojej przestrzeni powietrznej, od 2004 roku zadania te wykonują rotacyjnie kontyngenty państw NATO w sile 4 samolotów. Jako pierwsze patrolowały Litwę Łotwę i Estonię belgijskie F-16, w 2006 roku polskie MiG-29A. W 2011 roku jeden z dwóch L-39ZA Albatros, wykorzystywanych jako samoloty cele do treningu myśliwców NATO, zderzył się z francuskim Mirage 2000C i rozbił się 5 km od bazy, dwóch pilotów katapultowało się, Mirage zdołał wrócić do bazy.